# Silvia Gette Ponce

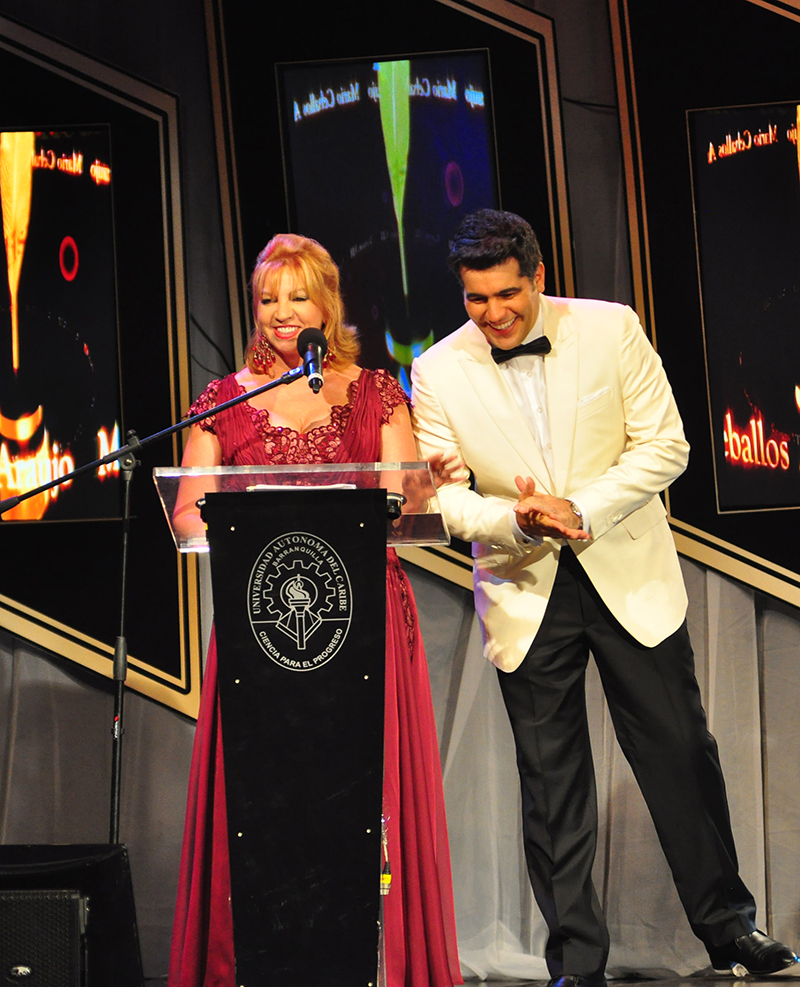
Premios Mario Ceballos Araujo

Silvia Beatriz Gette Ponce (Buenos Aires, Argentina, 18 de noviembre de 1951) es una exvedette, exbailarina y abogada argentina. Entre 2003 y 2012 se desempeñó como rectora de la Universidad Autónoma del Caribe de Barranquilla hasta su salida con licencia remunerada por problemas legales en 2012. Fue finalmente suspendida por el Consejo Directivo el 2 de abril de 2013, por encontrarse encarcelada. Fue columnista dominical del diario La Libertad y Presidente de la Corporación de la Universidad Autónoma del Caribe.
En 2013 fue capturada y judicializada en la ciudad de Bogotá por su presunta participación como autor intelectual del asesinato del ganadero Fernando Cepeda y por el presunto intento de soborno a un testigo del caso.

## Historia
A mediados de los años 1980, Silvia Gette Ponce llegó a Cartagena como una de las bailarinas de la compañía Pepe Bronce, un espectáculo itinerante para público adulto donde en la escena final hacía un show. El grupo continuó su gira en Bogotá y Gette se independizó con su propio show, donde según reseñan los diarios de la época, Gette hacia bailes para sobrevivir. A través de este conoció a Mario Ceballos Araújo, quien había sido durante cerca de 25 años magistrado del Tribunal Administrativo del Atlántico, y había fundado junto a Julio Salgado Vásquez y Osvaldo Consuegra, en 1967, la Universidad Autónoma del Caribe, donde se desempeñaba como rector. Gette inició una relación sentimental con Ceballos, dejó su show personal y se vinculó a la  Universidad Autónoma del Caribe como Coordinadora Artística, posición desde la que consiguió los contactos para protagonizar dos programas en el canal local Telecaribe, llamados "Risas y lentejuelas" y "El show de Silvia".
Desde ese momento, habiendo cumplido 36 años, inició sus estudios en la Universidad Simón Bolívar de Barranquilla, obteniendo 5 años más tarde el grado de abogada con especialización en Derecho Procesal. Su carrera académica incluye varios títulos honoríficos de distintas universidades, entre los que resaltan Profesora Emérita de la Universidad Tecnológica Equinoccial de la República del Ecuador, la Condecoración de Honor de la Academia Hispanoamericana de Letras y Ciencias, y la distinción como doctor honoris causa del Consejo Iberoamericano en honor a la Calidad Educativa. En agosto de 2007 recibió el título en maestría en Educación con especialización en Docencia Superior de la Columbus University de Ciudad de Panamá, obteniendo uno de los mejores promedios, recibiendo la distinción magna cum laude.
En 2003, tras la muerte de Mario Ceballos Araújo, Silvia Gette lo reemplazó en la rectoría de la Universidad Autónoma del Caribe hasta su renuncia en 2012 por problemas legales. En esta institución se había desempeñado previamente en la dirección administrativa y en la vicerrectoría. Fue docente titular de la cátedra de Derecho constitucional, en el primer semestre de la facultad de Jurisprudencia en la misma institución desde 2004. 
Durante su estadía en la Universidad, Silvia Gette se rodeó de sus parientes en posiciones administrativas importantes, como su hermano, Luis Gette Ponce (Director Administrativo), y Cristian Gette Ávalos (miembro activo de la Corporación, en la Sala General), todos sin ningún historial profesional o académico. En septiembre de 2011, durante su ejercicio como rectora, se cuestionó su adhesión pública a las candidaturas del partido Cambio Radical en el departamento del Atlántico (el senador de la República Fuad Char Abdala y los candidatos a la gobernación del Atlántico Jaime Amín y a la Alcaldía de Barranquilla, Elsa Noguera) por constituir una falta a la pluralidad y neutralidad que debe tener una universidad. Gette afirmó en esa ocasión: “Aquí todas las universidades son políticas, todas tienen su partido, y hago mal en decir esto, pero es una realidad”.

## Problemas legales

### Acusaciones por cohecho, asesinato y soborno
Desde su llegada a la Universidad Autónoma del Caribe, su presencia no fue bien vista por algunos sectores de la comunidad académica barranquillera, hasta el punto de la aparición de volantes y pasacalles pidiendo su salida de la Universidad. En 1995, Gette se declaró víctima de un complot y denunció penalmente a quienes ella consideraba como los incitadores: el entonces vicerrector Antonio Vallejo, María Paulina Ceballos (hija única del entonces rector Ceballos, producto de una unión anterior) y el esposo de esta, el ganadero Fernando Cepeda. La Fiscalía ordenó la captura de los investigados por el presunto delito de concierto para delinquir agravado. El proceso fue trasladado a Medellín donde finalizó en 1999 cuando un juez absolvió a los acusados.
En 1999 el abogado John Jairo Ramírez Vásquez, quien fue el apoderado de Gette en el caso, declaró ante la directora seccional de Fiscalías de Barranquilla que él mismo había sobornado, con recursos de la universidad, a fiscales e investigadores del caso contra Antonio Vallejo, María Paulina Ceballos y Fernando Cepeda. Su declaración dio pie para que le abrieran una investigación a Silvia Gette. En una nueva indagatoria, en diciembre de 2001, John Jairo Ramírez ratificó sus denuncias haciendo que Gette, junto a la directora académica de la Universidad Autónoma del Caribe, Aida Sarta de Malvar, y el director financiero, Orlando Saavedra, fuera sindicada del delito de cohecho y la fiscal delegada Luz Elvira Rojas le dictó medida de aseguramiento consistente en detención preventiva sustituida por detención domiciliaria. Dos fiscales y un exfiscal también fueron vinculados por la Fiscalía por presunta alianza para manipular un proceso penal en contra del vicerrector Antonio Vallejo. Meses después de esta última declaración, en agosto de 2002, John Jairo Ramírez Vásquez fue asesinado por un sicario en una calle de Barranquilla. Fernando Cepeda continuó promoviendo el proceso contra Silvia Gette que se seguía en Bogotá hasta agosto de 2003, cuando fue asesinado de un tiro en la cabeza mientras transitaba por la avenida Circunvalar de Barranquilla.
Los dos asesinatos continuaron sin solución hasta 2011, cuando dos paramilitares desmovilizados dentro del marco del Proceso de desmovilización de paramilitares en Colombia señalaron a la exrectora de haber entregado dinero en 2003 para asesinar a Fernando Cepeda. Édgar Ignacio Fierro, alias "Don Antonio" paramilitar condenado por su responsabilidad en cadena de mando en 170 hechos, de los cuales 129 fueron homicidios cometidos por los hombres a su mando y Jhonny Acosta Garizábalo, alias "28", declararon ante la Fiscalía que Silvia Gette les había pagado COP $150.000.000 por el asesinato de Fernando Cepeda, y que habían oído rumores de la participación de Gette en el asesinato de John Jairo Ramírez Vásquez. El 18 de febrero de 2012 la prestigiosa revista Semana publicó el artículo La rectora y los paras, que inició una amplia cobertura de los medios nacionales sobre el caso. El 5 de marzo de 2012 la Dirección Nacional de Fiscalías ordenó que la investigación contra Gette fuera trasladada a Bogotá.
En marzo de 2012 el abogado de la familia Ceballos Araújo, Abelardo de la Espriella, radicó una solicitud ante la Unidad de Vida de la Fiscalía General de la Nación, sede Barranquilla, para que se inicie una investigación previa por la presunta muerte criminal de Mario Ceballos Araújo, solicitando que se investigue por esa muerte a Silvia Gette y pidiendo la exhumación del cadáver para la realización de pruebas forenses. El mismo abogado denunció un plan de Silvia Gette contra su vida.

### Encarcelamiento
Dentro de la investigación por el asesinato de Fernando Cepeda, la juez tercera de garantías envió a la cárcel Distrital de Bogotá al abogado valduparense Arcadio Tobías Martínez Pumarejo, capturado en flagrancia el 11 de febrero de 2013 cuando le entregaba cerca de COP $250.000.000 a un emisario enviado por el excomandante paramilitar Édgar Ignacio Fierro, alias "Don Antonio", dentro de una operación policial, presuntamente actuando a favor de Gette, su apoderada en el proceso. Por estos mismos hechos, Silvia Gette fue capturada el 12 de febrero de 2013 a la entrada del complejo judicial de Paloquemao en Bogotá, cuando se disponía a cumplir con la segunda etapa de indagatoria en la investigación que se le adelanta por su presunta participación en el asesinato de Fernando Cepeda. El 13 de febrero, la juez 53 de control de garantías dictó medida de aseguramiento en domicilio a Silvia Gette considerando su condición de madre cabeza de familia. Gette ha negado los cargos y sostiene su inocencia. Podría enfrentar una condena de 12 años solo por el delito de intento de soborno.
El juez 28 de conocimiento, en Bogotá, en segunda instancia revocó el martes 18 de marzo su beneficio de detención domiciliaria por considerar que Gette representa un peligro para la sociedad y ordenó su traslado a Bogotá a la cárcel El Buen Pastor, al mismo tiempo que solicitó al Consejo Superior de la Judicatura la investigación del juez de control de garantías que había otorgado dicho beneficio. Gette fue hospitalizada en la Clínica La Asunciíon supuestamente a causa de una crisis hipertensiva, pero exámenes médicos realizados a petición del Instituto Nacional Penitenciario y Carcelario (INPEC), en una clínica de la ciudad de Barranquilla determinaron que "no cumple [cumplía] criterio para estado grave por enfermedad". Con este resultado, la sindicada regresó nuevamente a Bogotá, a la Cárcel de Mujeres El Buen Pastor, lugar donde se encuentra prisionera.
El 27 de mayo de 2012, la juez 9 de conocimiento unificó los procesos judiciales llevados en contra de Gette y su exabogado Arcadio Martínez por el delito de soborno en actuación judicial en el juzgado 34 de conocimiento que lleva el proceso contra Martínez tras una petición de la Fiscalía que argumenta que ambas investigaciones cubren los mismos hechos. La misma juez desestimó una solicitud del abogado Luis Arturo Jiménez Cely (nuevo abogado de Gette) que argumentaba falta de jurisdicción de un juzgado de Bogotá por hechos supuestamente ocurridos en Barranquilla, por considerar que los hechos investigados (la promesa de entrega de dinero a alias Don Antonio) habrían ocurrido en Bogotá.

### Investigación por lavado de activos y enriquecimiento ilícito
El 28 de abril de 2013 el diario El Tiempo dio a conocer nuevas acusaciones contra la ahora encarcelada Silvia Gette, señalando movimientos de finca raíz realizados el 31 de enero de 2013 por COP $550.000.000. En ese momento, el abogado Abelardo de la Espriella expresó su intención de hacer nuevas denuncias penales por estos hechos, y el 22 de mayo de 2013 el diario El Heraldo reportó la interposición de esta nueva denuncia penal en contra de Gette por los delitos de fraude procesal, enriquecimiento ilícito y lavado de activos ante la Unidad Nacional de Fiscalías para la Extinción del Derecho de Dominio y contra el Lavado de Activos.
El 19 de mayo de 2013, el Ministerio de Educación envió un grupo de expertos a revisar las finanzas de la Universidad Autónoma del Caribe, el cual encontró irregularidades contables por COP $4.000.000.000 registrados como préstamos y anticipos a empleados, entre las que figuran COP $2.306.000.000 a nombre de Gette, y de estos, 200 millones correspondientes a anticipos de cesantías e intereses. Una porción significativa del resto de estos desembolsos fue rastreado hasta sus familiares o empleados de confianza: Luis Alberto Gette Ponce, Andrés Gette Ávalos (100 millones), Cristian Gette Ávalos (53 millones) Mariano Romero (26 millones) y Shirley Oliveros (76 millones), entre otros. El Ministerio solicitó las hojas de vida de estas personas para establecer el nexo con la universidad y el respaldo y la legalidad de esos préstamos. Dentro de esta misma diligencia se constató que Gette habría permanecido como rectora con una licencia remunerada a pesar de encontrarse encarcelada, que el Consejo Directivo de la Universidad le suspendió el 2 de abril de 2013. Actualmente ha solicitado 10 veces la detención domiciliaria, pero consecuencialmente se la han negado.

### Regreso a Barranquilla
En 2015 finalmente obtuvo el beneficio de detención domiciliaria, obtención que encendió las alarmas en Barranquilla. El portal Kienyke reveló unas fotos de su íntima reunión familiar en la que pudo reunirse con sus cuatro hijos y con su madre, quien padece mal de Alzheimer y diabetes.